# Москито (ваздухопловна једрилица)

Москито је једрилица петнаестометарске класе која је први пут полетела 1976. године, као даљи развој једрилице Стандардне класе 206 Хорнет (Glasflügel 206 Hornet). Конструктор је Ојген Хенле (Eugen Hanle) из немачке компаније за производњу једрилица Гласфлигел (Glasflügel). Аеродинамичке кочнице се налазе на излазној ивици повезане са закрилцима. Спојеви команди за крилца, аеродинамичке кочнице, закрица и водени баласт су аутоматски. Материјал од кога је изграђена је стаклопластика (фиберглас) са карбонским рамењачама и оплатом.
Произведено је преко 300 примерака, а један Москито лети у Србији.